# 聖胡安德弗洛雷斯
14°16′N 87°02′W / 14.267°N 87.033°W
聖胡安德弗洛雷斯（西班牙語：Cantarranas），是洪都拉斯的城鎮，位於該國中部，由弗朗西斯科-莫拉桑省負責管轄，始建於1667年，面積391.67平方公里，海拔高度710米，2001年人口10,364，人口密度每平方公里26.46人。